# Kamanhalli, Aland
Kamanhalli là một làng thuộc tehsil Aland, huyện Gulbarga, bang Karnataka, Ấn Độ.